# Fekišovce
Fekišovce (ungarisch Fekésháza) ist eine Gemeinde im äußersten Osten der Slowakei mit 295 Einwohnern (Stand 31. Dezember 2024), die zum Okres Sobrance, einem Teil des Košický kraj, gehört.

## Geographie
Die Gemeinde befindet sich im Osten des Ostslowakischen Tieflandes unweit des Ostufers von Zemplínska šírava und ist ein typisches Straßendorf. Das Ortszentrum liegt auf einer Höhe von 110 m n.m. und ist acht Kilometer von Sobrance sowie 14 Kilometer von Michalovce entfernt.
Nachbargemeinden sind Úbrež im Norden und Osten, Veľké Revištia im Südosten, Závadka im Südwesten und Hnojné im Nordwesten.

## Geschichte
Fekišovce wurde zum ersten Mal 1391 als Fekeshaza schriftlich erwähnt und war damals Besitz der Familie Fekes, später wurde es zum Bestandteil des Herrschaftsgebiets von Großmichel (heute Michalovce). Im 18. Jahrhundert hatte die Familie Bujanovits Güter im Ort. 1730 errichteten die Einwohner eine Holzkirche, die nicht erhalten geblieben. 1828 zählte man 38 Häuser und 327 Einwohner, deren Haupteinnahmequelle Landwirtschaft war. Um die Mitte des 19. Jahrhunderts wanderten viele Einwohner aus.
Bis 1918 gehörte der im Komitat Ung liegende Ort zum Königreich Ungarn und kam danach zur neu entstandenen Tschechoslowakei beziehungsweise heute Slowakei.

## Bevölkerung
| Jahr                | 1994 | 2004     | 2014    | 2024    |
| ------------------- | ---- | -------- | ------- | ------- |
| Anzahl der Personen | 274  | 306      | 307     | 295     |
| Unterschied         |      | +11,67 % | +0,32 % | −3,90 % |

| Jahr                | 2023 | 2024    |
| ------------------- | ---- | ------- |
| Anzahl der Personen | 305  | 295     |
| Unterschied         |      | −3,27 % |

Nach der Volkszählung 2011 wohnten in Fekišovce 308 Einwohner, davon 293 Slowaken, zwei Russinen und ein Ukrainer. 12 Einwohner machten keine Angabe zur Ethnie.
194 Einwohner bekannten sich zur römisch-katholischen Kirche, 55 Einwohner zur griechisch-katholischen Kirche, 13 Einwohner zur Evangelischen Kirche A. B., 11 Einwohner zur orthodoxen Kirche und sieben Einwohner zu den Zeugen Jehovas. 12 Einwohner waren konfessionslos und bei 16 Einwohnern wurde die Konfession nicht ermittelt.

## Bauwerke
- römisch-katholische Kirche Mariä Geburt im neoklassizistischen Stil aus dem Jahr 1896